# Skate Canada International 2021
Skate Canada International 2021 – drugie w kolejności zawody łyżwiarstwa figurowego z cyklu Grand Prix 2021/2022. Zawody rozgrywano od 29 do 31 października 2021 roku w hali Doug Mitchell Thunderbird Sports Centre w Vancouver.
W konkurencji solistów zwyciężył Amerykanin Nathan Chen, zaś wśród solistek Rosjanka Kamiła Walijewa, dla której było to zwycięstwo w swoim pierwszym starcie w zawodach z cyklu Grand Prix. W parach sportowych triumfowali Chińczycy Sui Wenjing i Han Cong, zaś w parach tanecznych reprezentanci Kanady Piper Gilles i Paul Poirier.

## Terminarz
| Data            | Godzina                      | Konkurencja   | Segment          |
| --------------- | ---------------------------- | ------------- | ---------------- |
| 29 października | 13:00 UTC-07:00 / 22:00 CEST | Pary sportowe | Program krótki   |
| 29 października | 14:35 UTC-07:00 / 23:35 CEST | Soliści       | Program krótki   |
| 29 października | 17:00 UTC-07:00 / 02:00 CEST | Pary taneczne | Taniec rytmiczny |
| 29 października | 18:45 UTC-07:00 / 03:45 CEST | Solistki      | Program krótki   |
| 30 października | 13:00 UTC-07:00 / 22:00 CEST | Pary sportowe | Program dowolny  |
| 30 października | 14:47 UTC-07:00 / 23:47 CEST | Soliści       | Program dowolny  |
| 30 października | 17:30 UTC-07:00 / 02:30 CEST | Pary taneczne | Taniec dowolny   |
| 30 października | 19:31 UTC-07:00 / 03:31 CET  | Solistki      | Program dowolny  |

## Rekordy świata
| Rekordy świata (GOE±5) na moment rozpoczęcia zawodów (stan na 29 października 2021): | Rekordy świata (GOE±5) na moment rozpoczęcia zawodów (stan na 29 października 2021): | Rekordy świata (GOE±5) na moment rozpoczęcia zawodów (stan na 29 października 2021): | Rekordy świata (GOE±5) na moment rozpoczęcia zawodów (stan na 29 października 2021): | Rekordy świata (GOE±5) na moment rozpoczęcia zawodów (stan na 29 października 2021): | Rekordy świata (GOE±5) na moment rozpoczęcia zawodów (stan na 29 października 2021): |
| Konkurencja                                                                          | Segment                                                                              | Zawodnicy                                                                            | Punkty                                                                               | Zawody                                                                               | Data                                                                                 |
| ------------------------------------------------------------------------------------ | ------------------------------------------------------------------------------------ | ------------------------------------------------------------------------------------ | ------------------------------------------------------------------------------------ | ------------------------------------------------------------------------------------ | ------------------------------------------------------------------------------------ |
| Soliści                                                                              | Nota łączna                                                                          | Nathan Chen                                                                          | 335,30                                                                               | Finał Grand Prix 2019                                                                | 7 grudnia 2019                                                                       |
| Soliści                                                                              | Program dowolny                                                                      | Nathan Chen                                                                          | 224,92                                                                               | Finał Grand Prix 2019                                                                | 7 grudnia 2019                                                                       |
| Soliści                                                                              | Program krótki                                                                       | Yuzuru Hanyū                                                                         | 111,82                                                                               | Mistrzostwa czterech kontynentów 2020                                                | 7 lutego 2020                                                                        |
| Solistki                                                                             | Nota łączna                                                                          | Kamiła Walijewa                                                                      | 249,24                                                                               | Finlandia Trophy 2021                                                                | 10 października 2021                                                                 |
| Solistki                                                                             | Program dowolny                                                                      | Kamiła Walijewa                                                                      | 174,31                                                                               | Finlandia Trophy 2021                                                                | 10 października 2021                                                                 |
| Solistki                                                                             | Program krótki                                                                       | Alona Kostornoj                                                                      | 85,45                                                                                | Finał Grand Prix 2019                                                                | 6 grudnia 2019                                                                       |
| Pary sportowe                                                                        | Nota łączna                                                                          | Sui Wenjing / Han Cong                                                               | 234,84                                                                               | Mistrzostwa świata 2019                                                              | 21 marca 2019                                                                        |
| Pary sportowe                                                                        | Program dowolny                                                                      | Sui Wenjing / Han Cong                                                               | 155,60                                                                               | Mistrzostwa świata 2019                                                              | 21 marca 2019                                                                        |
| Pary sportowe                                                                        | Program krótki                                                                       | Aleksandra Bojkowa / Dmitrij Kozłowskij                                              | 82,34                                                                                | Mistrzostwa Europy 2020                                                              | 22 stycznia 2020                                                                     |
| Pary taneczne                                                                        | Nota łączna                                                                          | Gabriella Papadakis / Guillaume Cizeron                                              | 226,61                                                                               | NHK Trophy 2019                                                                      | 23 listopada 2019                                                                    |
| Pary taneczne                                                                        | Taniec dowolny                                                                       | Gabriella Papadakis / Guillaume Cizeron                                              | 136,58                                                                               | NHK Trophy 2019                                                                      | 23 listopada 2019                                                                    |
| Pary taneczne                                                                        | Taniec rytmiczny                                                                     | Gabriella Papadakis / Guillaume Cizeron                                              | 90,03                                                                                | NHK Trophy 2019                                                                      | 22 listopada 2019                                                                    |

W trakcie zawodów ustanowiono następujące rekordy świata (GOE±5):
| Konkurencja | Segment         | Zawodnicy       | Punkty | Data                 |
| ----------- | --------------- | --------------- | ------ | -------------------- |
| Solistki    | Nota łączna     | Kamiła Walijewa | 265,08 | 30 października 2021 |
| Solistki    | Program dowolny | Kamiła Walijewa | 180,89 | 30 października 2021 |

## Wyniki

### Soliści
| Poz. | Zawodnik               | Nota łączna | SP | SP     | FS | FS     |
| ---- | ---------------------- | ----------- | -- | ------ | -- | ------ |
| 1    | Nathan Chen            | 307,18      | 1  | 106,72 | 1  | 200,46 |
| 2    | Jason Brown            | 259,55      | 2  | 94,00  | 3  | 165,55 |
| 3    | Jewgienij Siemienienko | 256,01      | 5  | 87,71  | 2  | 168,30 |
| 4    | Makar Ignatow          | 244,17      | 4  | 89,79  | 5  | 154,38 |
| 5    | Keegan Messing         | 238,34      | 3  | 93,28  | 10 | 145,06 |
| 6    | Moris Kwitiełaszwili   | 232,87      | 12 | 71,60  | 4  | 161,27 |
| 7    | Sōta Yamamoto          | 225,74      | 7  | 78,78  | 8  | 146,96 |
| 8    | Aleksandr Samarin      | 224,20      | 8  | 78,55  | 9  | 145,65 |
| 9    | Conrad Orzel           | 222,75      | 9  | 73,19  | 6  | 149,56 |
| 10   | Keiji Tanaka           | 222,20      | 6  | 78,83  | 12 | 143,37 |
| 11   | Tomoki Hiwatashi       | 221,77      | 11 | 72,92  | 7  | 148,85 |
| 12   | Roman Sadovsky         | 217,73      | 10 | 72,94  | 11 | 144,79 |

### Solistki
| Poz. | Zawodniczka              | Nota łączna | SP  | SP    | FS  | FS        |
| ---- | ------------------------ | ----------- | --- | ----- | --- | --------- |
| 1    | Kamiła Walijewa          | 265,08 WR   | 1   | 84,19 | 1   | 180,89 WR |
| 2    | Jelizawieta Tuktamyszewa | 232,88      | 2   | 81,24 | 2   | 151,64    |
| 3    | Alona Kostornoj          | 214,54      | 3   | 75,58 | 4   | 138,96    |
| 4    | Mai Mihara               | 210,01      | 7   | 67,89 | 3   | 142,12    |
| 5    | Alysa Liu                | 206,53      | 4   | 73,63 | 7   | 132,90    |
| 6    | Wakaba Higuchi           | 205,27      | 5   | 69,41 | 5   | 135,86    |
| 7    | Lee Hae-in               | 190,00      | 8   | 62,63 | 8   | 127,37    |
| 8    | Madeline Schizas         | 186.56      | 9   | 62,61 | 9   | 123,95    |
| 9    | Mana Kawabe              | 186.52      | 12  | 53,30 | 6   | 133,22    |
| 10   | Karen Chen               | 183,41      | 6   | 68,74 | 10  | 114,67    |
| 11   | Emily Bausback           | 159,88      | 10  | 59,53 | 11  | 100,35    |
| 12   | Alison Schumacher        | 151,19      | 11  | 55,47 | 12  | 95,72     |
| WD   | Alexia Paganini          | DNS         | DNS | DNS   | DNS | DNS       |
| WD   | Rika Kihira              | DNS         | DNS | DNS   | DNS | DNS       |

### Pary sportowe
| Poz. | Zawodnicy                               | Nota łączna | SP | SP    | FS | FS     |
| ---- | --------------------------------------- | ----------- | -- | ----- | -- | ------ |
| 1    | Sui Wenjing / Han Cong                  | 224,05      | 1  | 78,94 | 1  | 145,11 |
| 2    | Darja Pawluczenko / Dienis Chodykin     | 193,08      | 2  | 69,46 | 3  | 123,62 |
| 3    | Ashley Cain-Gribble / Timothy LeDuc     | 189,90      | 6  | 61,68 | 2  | 128,22 |
| 4    | Vanessa James / Eric Radford            | 187,92      | 5  | 65,02 | 4  | 122,90 |
| 5    | Minerva Fabienne Hase / Nolan Seegert   | 186,82      | 3  | 67,93 | 5  | 118,89 |
| 6    | Kirsten Moore-Towers / Michael Marinaro | 180,25      | 4  | 66,43 | 6  | 113,82 |
| 7    | Lori-Ann Matte / Thierry Ferland        | 168,81      | 7  | 57,25 | 7  | 111,56 |
| 8    | Zoe Jones / Christopher Boyadji         | 134,68      | 8  | 48,80 | 8  | 85,88  |

### Pary taneczne
| Poz. | Zawodnicy                                | Nota łączna | RD | RD    | FD | FD     |
| ---- | ---------------------------------------- | ----------- | -- | ----- | -- | ------ |
| 1    | Piper Gilles / Paul Poirier              | 210,97      | 1  | 85,65 | 1  | 125,32 |
| 2    | Charlène Guignard / Marco Fabbri         | 200,05      | 2  | 78,82 | 2  | 121,23 |
| 3    | Olivia Smart / Adrián Díaz               | 192,93      | 3  | 76,97 | 3  | 115,96 |
| 4    | Caroline Green / Michael Parsons         | 186,51      | 4  | 72,40 | 4  | 114,11 |
| 5    | Diana Davis / Gleb Smołkin               | 180,57      | 7  | 70,66 | 5  | 109,91 |
| 6    | Marjorie Lajoie / Zachary Lagha          | 179,07      | 6  | 71,87 | 6  | 107,20 |
| 7    | Lilah Fear / Lewis Gibson                | 178,08      | 5  | 71,89 | 7  | 106,19 |
| 8    | Christina Carreira / Anthony Ponomarenko | 168,76      | 8  | 68,96 | 8  | 99,80  |
| 9    | Jelizawieta Szanajewa / Diewid Nariżnyj  | 160,66      | 9  | 68,53 | 10 | 92,13  |
| 10   | Haley Sales / Nikolas Wamsteeker         | 156,56      | 10 | 60,75 | 9  | 95,81  |